# Tour du Finistère
Tour du Finistère je jednodenní cyklistický závod konaný v okolí města Quimper ve francouzském departementu Finistère. Od roku 2005 je závod organizován jako součást UCI Europe Tour na úrovni 1.1. Závod je také součástí Francouzského poháru v silniční cyklistice. Ročník 2020 byl zrušen kvůli pandemii covidu-19.

## Seznam vítězů
| Rok  | Země                               | Jezdec                             | Tým                                |
| ---- | ---------------------------------- | ---------------------------------- | ---------------------------------- |
| 1986 | Francie                            | Jean-Jacques Lamour                | C.D.C.L                            |
| 1987 | Francie                            | Philippe Dalibard                  | A.C. Brest Plougonvelin            |
| 1988 | Francie                            | Pierre Le Bigault                  | C.C.O.P. Lorient                   |
| 1989 | Francie                            | Philippe Dalibard                  | E.C.F. Changé                      |
| 1990 | Francie                            | Philippe Mondory                   | C.C. Poitevin                      |
| 1991 | Francie                            | Dominique Le Bon                   | V.S. Scaërois                      |
| 1992 | Francie                            | Pierre-Henri Menthéour             | V.S. Scaërois                      |
| 1993 | Francie                            | Dominique Le Bon                   | V.S. Scaërois                      |
| 1994 | Francie                            | Pascal Deramé                      | Vendée U                           |
| 1995 | Francie                            | Michel Lallouët                    | Bernard Sports                     |
| 1996 | Francie                            | Camille Coualan                    | Bernard Sports–O.C. Locminé        |
| 1997 | Francie                            | Walter Bénéteau                    | Vendée U                           |
| 1998 | Francie                            | Franck Trotel                      | V.C. Pontivyen                     |
| 1999 | Francie                            | Laurent Estadieu                   | U.S. Montauban                     |
| 2000 | Francie                            | Sébastien Hinault                  | Crédit Agricole                    |
| 2001 | Francie                            | Franck Rénier                      | Bonjour                            |
| 2002 | Španělsko                          | David Bernabeu                     | Carvalhelhos–Boavista              |
| 2003 | Francie                            | Nicolas Fritsch                    | FDJeux.com                         |
| 2004 | Itálie                             | Daniele Balestri                   | ICET                               |
| 2005 | Austrálie                          | Simon Gerrans                      | AG2R Prévoyance                    |
| 2006 | Rusko                              | Sergej Kolesnikov                  | Omnibike Dynamo Moscow             |
| 2007 | Francie                            | Niels Brouzes                      | Auber 93                           |
| 2008 | Francie                            | David Lelay                        | Bretagne–Armor Lux                 |
| 2009 | Francie                            | Dimitri Champion                   | Bretagne–Schuller                  |
| 2010 | Francie                            | Florian Vachon                     | Bretagne–Schuller                  |
| 2011 | Francie                            | Romain Feillu                      | Vacansoleil–DCM                    |
| 2012 | Francie                            | Julien Simon                       | Saur–Sojasun                       |
| 2013 | Francie                            | Cyril Gautier                      | Team Europcar                      |
| 2014 | Belgie                             | Antoine Demoitié                   | Wallonie-Bruxelles                 |
| 2015 | Belgie                             | Tim De Troyer                      | Wanty–Groupe Gobert                |
| 2016 | Belgie                             | Baptiste Planckaert                | Wallonie-Bruxelles–Group Protect   |
| 2017 | Francie                            | Julien Loubet                      | Armée de Terre                     |
| 2018 | Francie                            | Jonathan Hivert                    | Direct Énergie                     |
| 2019 | Francie                            | Julien Simon                       | Cofidis                            |
| 2020 | Nejelo se kvůli pandemii covidu-19 | Nejelo se kvůli pandemii covidu-19 | Nejelo se kvůli pandemii covidu-19 |
| 2021 | Francie                            | Benoît Cosnefroy                   | AG2R Citroën Team                  |
| 2022 | Francie                            | Julien Simon                       | Team TotalEnergies                 |
| 2023 | Francie                            | Paul Penhoët                       | Groupama–FDJ                       |
| 2024 | Francie                            | Benoît Cosnefroy                   | Decathlon–AG2R La Mondiale         |
| 2025 | Francie                            | Aubin Sparfel                      | Decathlon–AG2R La Mondiale         |